# Christof van der Ven
Christof van der Ven (Handel, 1986) is een Nederlands zanger.

## Carrière
Van der Ven ging op zijn achtste op gitaarles. Hij was onderdeel van de band Autumn Sun tot en met 2013. Na zijn studie Sociaal Pedagogisch Werk werkte hij een half jaar als hovenier om om een financiële buffer op te bouwen, waarna hij naar Ierland vertrok om professioneel muzikant te worden. In Ierland ontwikkelde Van der Ven zich muzikaal en bracht de ep's Summertime, Honey Tears en Love's Glory uit. Later verhuisde hij naar Londen. Nadat de ep Montreal uitkwam veranderde hij zijn artiestennaam van Christof naar Christof van der Ven. In 2016 werd hij sessiemuzikant bij de Britse band Bear's Den als vervanging voor Joey Haynes, die dat jaar de band verlaten had. In 2018 bracht hij zijn debuutalbum Empty Handed uit. Het album werd ondersteund met een tour door Nederland, Duitsland en het Verenigd Koninkrijk. In 2019 kwam zijn tweede album You Were The Place uit. De ep Reworks, die in 2020 uitkwam is in zijn flat opgenomen en gemixt tijdens een lockdown.

## Discografie

### Studioalbums
- Empty Handed (2018)
- You Were The Place (2019)

### Ep's
- Summertime (2010)
- Honey Tears (2011)
- Love's Glory (2013)
- Empty Handed (2014)
- Montreal (2016)
- Empty Handed Live (2018)
- Beneath The Ordinary Load (2019)
- Live at RAK (2019)
- Reworks EP (2020)
- Great Parade (2021)
- In The Morning, When We Rise (2022)
- Haul EP (2023)

### Singles
- You Left It Too Long (2016)
- Empty handed (2018)
- Killed This Stone Dead (2018)
- Vancouver (2018)
- Slack Jaw (Live at Copper Brown Studios) (2018)
- Cut The Ribbon (2019)
- Bravais Arc (2019)
- A Darker Light (2019)
- Lucky (2019)
- 4AM (2019)
- Bravais Arc (Live at RAK) (2019)
- A Darker Light (Live at RAK) (2019)
- You Left It Too Long (Rework) (2020)
- Coat (Rework) (2020)
- Bygone (2021)
- Lights Out (2021)
- Turqoise (2022)
- Get Thy Bearings (2022)
- I can only get so close (2023)
- What's In It For (2023)